# Plush (Tiga)
Plush è un singolo di Tiga, pubblicato il 16 novembre 2012 come primo estratto dall'album in studio No Fantasy Required.

## Video musicale
Il video è stato pubblicato il 4 dicembre 2012, diretto da Alex and Liane.

## Tracce
1. Plush – 6:42
2. Plush (Jacques Lu Cont remix) – 4:35
3. Plush (Ame remix) – 7:08